# Galatea (obra de teatre)
Galatea és una obra teatral del gènere de la farsa, en tres actes i sis quadres, original de Josep Maria de Sagarra i estrenada el 15 de desembre de 1948 al teatre Victòria de Barcelona.
Galatea es considera una de les obres més personal de l'autor.
«Amb La fortuna de Sílvia, amb Ocells i llops i sobretot amb Galatea creia, i crec sincerament, que intentava fer un teatre més d’acord amb la meva consciència i més d’acord amb el clima espiritual del nostre temps» deia Josep M de Segarra, segons cita de Rafael Duran, al programa de ma de la producció del Teatre Nacional de Catalunya de 2021.

## Sinopsi
Es tracta d'una farsa en 3 actes que mostra la història de supervivència d'una dona, Galatea, a qui la vida li ho ha posat difícil. Galatea és una domadora de foques que treballa en un circ. Aquest circ desapareix després de la guerra, moment en què Galatea decideix fugir amb en Jeremies, el pallasso. Degut a la misèria en què viuen, Galatea haurà de vendre les seves foques a Samsó canvi de menjar.
L'obra representa el xoc que pateixen els personatges, sorgits d'un món ple d'il·lusió una mica irreal, en tenir contacte amb un panorama de postguerra marcat pel dolor i la pobresa. Els protagonistes viatgen per Europa i topen amb la doble moral i la falta d'escrúpols del món dels negocis. Samsó el carnisser acaba en una posició de prestigi social com a símbol d'aquest nou món.

## Anàlisi
El tema central és el dilema entre idealisme, encarnat al món del circ com a exemple màxim de l'art, i adaptació a un món marcat pels diners i el dolor (la guerra, les delacions). Es pot dir que Galatea és una peça de fons simbolista que presenta l'enfrontament entre realitat i ideal, entre Prosa i Poesia. que ja estava present al teatre de Rusiñol. Ella roman pura malgrat el seu estil de vida i la corrupció de l'entorn i el seu trajecte vital fa pensar en el recorregut de l'Stationen-Drama expressionista. Però el sentit últim hi és oposat, perquè la trajectòria de la protagonista no es tanca sobre ella mateixa després d'aconseguir un guany moral indiscutible.
Per això l'obra comença amb Galatea que ha de vendre les seves foques i així renunciar a la seva feina però sobretot a una manera de viure. La pena que això li causa la porta a mantenir Jeremies, el seu company, un bufó modern que malgrat ser jugador i vividor, té clar que no es pot deixar el circ i posa a la dona davant el mirall de les conseqüències dels seus actes. Jeremies és un nom irònic, com tots els de l'obra, perquè al·ludeix al profeta bíblic i recorda els càstigs divins d'allunyar-se del camí veritable.
El segon tema és l'amor. Galatea el busca sense sort entre els homes. En la seva fugida de la guerra coneix Aquil·les, que és el revers de l'heroi homèric del seu nom, un personatge que busca la riquesa fàcil i no té honor però que fa riure la dona i així l'enamora. És també un home violent, capaç d'assassinar, però no valent. Aquesta pèrdua dels ideals ve de la guerra, reflectida en escena en segon pla, de la qual fugen els personatges i que marca amb el to pessimista tots els seus moviments. Una guerra que porta ruïna i mort i que suposa el desplaçament físic (fugida, exili) però també moral (destrucció de la vida anterior i dels seus valors) dels personatges. Ni tan sols la família se salva de l'horror. Eugènia, la filla de Galatea, apareix com un personatge cínic i egoista, que sap moure's en el nou món.
Sagarra, des de la seva perspectiva fonamentalment ètica, opta per un rebuig del present històric i estètic sorgit de la guerra. El fons tràgic, apocalíptic, de Galatea és evident, així com l'ambició de la proposta dramàtica que l'autor hi fa. I, així, l'obra esdevé un text antimodern per la nostàlgia d'un ordre ètic inalterable que manifesta, i alhora rigorosament modern per la realitat esquarterada que mostra i el mirall angoixat amb què la reflecteix.

## Estrena i posteriors representacions
Es va estrenar al Teatre Victòria de Barcelona el desembre de 1948.
«Sobre l'estrena de Galatea el desembre de 1948 al Victòria, Josep M. de Sagarra recordava que l’insòlit fred d’aquell hivern -i la manca de calefacció al teatre- van fer que el públic veiés l’obra tremolant amb els abrics posats. L’obra no va ser ben rebuda per la majoria de la crítica» recorda Rafael Duran.

### Repartiment de l'estrena
- Galatea: Mercè Nicolau.
- Jeremies: Pau Garsaball.
- Aquiles: Josep Bruguera.
- Samson: Ramon Duran.
- Eugènia: Roser Coscolla.
- Senyora Marta: Emília Baró.
- Duroc: Miquel Estivill.
- Senyora del bar: Visitació López.
- Doctor Baruc: Jaume Carratalà.
- Diògenes: J. Tubau.
- Ganímedes: Josep Maria Angelat.
- Alícia Grim: Sra. Tuset.
- El marit: Jaume Tuset.
- Senyor Blum: N.N.

### Representacions al Teatre Romea
El 1964 es va representar al Teatre Romea de Barcelona en una producció de la companyia Mario Cabré-Joan Comellas, amb direcció de Pau Garsaball i Teresa Cunillé com a protagonista.

### Representacions al Teatre Nacional de Catalunya
El Teatre Nacional de Catalunya ha produït dos muntatges de Galatea.
Es va representar la temporada 1998-1999 a la Sala Gran del Teatre Nacional de Catalunya, amb direcció d'Ariel García Valdés i protagonitzada per Anna Lizaran com a Galatea i Pere Arquillué, Joan Carreras, Camilo García, Anna Güell, Joan Massotkleiner i Artur Trias, entre d'altres. Amb molt bona acollida de públic i de crítica.
A la temporada 2020-2021 el TNC va produir un nou muntatge de l'obra, amb direcció de Rafel Duran i protagonitzada per Míriam Iscla com a Galatea i Anna Azcona, Nausicaa Bonnín, Roger Casamajor, Borja Espinosa, Pep Ferrer, Jordi Llovet, Carol Muakuku, Quimet Pla, Santi Ricart i Ernest Villegas. Es va representar a la Sala Petita del TNC, del 20 d'abril al 23 de maig de 2021.
Aquesta nova producció va tenir, també, una bona acollida del públic que va omplir la Sala Petita (93% d'ocupació) i de la crítica. Les crítiques van ressaltar l'oportunitat de recuperar aquesta obra singular de Sagarra en temps de pandèmia i la bona tasca dels intèrprets, sobretot la de Míriam Iscla com a Galatea.